# أنتوني ريد (لاعب كرة سلة)
أنتوني ريد (بالإنجليزية: Anthony Reed)‏ (و. 1971  م) هو لاعب كرة سلة أمريكي، ولد في مونرو، مركز لعبه هو لاعب هجوم صغير الجسم.

## التعليم
تعلم في Wossman High School ‏
.

## روابط خارجية
- أنتوني ريد على موقع سبورتس رفرنس (الإنجليزية)
- أنتوني ريد على موقع الدوري الإسباني لكرة السلة (الإسبانية)
- أنتوني ريد على موقع كرة السلة الأوروبية.كوم (الإنجليزية)
- أنتوني ريد على موقع كلية كرة السلة في سبورتس رفرنس.كوم (الإنجليزية)
- أنتوني ريد على موقع ريلجم (الإنجليزية)
- أنتوني ريد على موقع بروبوليرز (الإنجليزية)
- أنتوني ريد على موقع سبورتس رفرنس (الإنجليزية)